# Paraphloeostiba assimile
Paraphloeostiba assimile (лат.) — вид жуков-стафилинид рода Paraphloeostiba из подсемейства Omaliinae (Staphylinidae). Папуа — Новая Гвинея (Океания).

## Описание
Мелкие коротконадкрылые жуки (около 2 мм). Тело желтовато-коричневое, с красновато-коричневыми вершинными частями надкрылий; членики усика 5—11 коричневые; переднеспинка, членики усика 1—4 и ноги жёлтые. Голова и шея без видимой пунктировки; переднеспинка с нечёткой и редкой мелкой пунктировкой, чуть более заметной в боковых частях; щитик без пунктировки; надкрылья с мелкой нечёткой пунктировкой, чуть крупнее, чем на переднеспинке, более нечёткой в середине; тергиты брюшка с нечёткой мелкой и редкой пунктировкой. Голова с очень плотной и крупной микроскульптурой, поперечной на темени и изодиаметрической в средней части; затылок с мелкими поперечными ячейками; переднеспинка с очень плотной изодиаметрической микроретикуляцией, такой же, как в средней части головы; щитик с мелкой поперечной микроретикуляцией; микроскульптура надкрылий очень плотная, изодиаметрическая, такая же, как на переднеспинке, слабо поперечная в медиобазальной части; брюшные тергиты с плотной изодиаметрической микроскульптурой.